# Solinka
Solange Mariana Arias (Santa Ana, Panamá, 25 de octubre de 1937), conocida profesionalmente como Solinka, es una cantante y compositora panameña de salsa, boleros y jazz. Es apodada como «La Reina del Guapachá».

## Primeros años
Solange Arias nació en el corregimiento de Santa Ana, provincia de Panamá el 25 de octubre de 1937. Se graduó del Instituto Panamericano (IPA) de la Ciudad de Panamá. 
Su discografía se ha producido mayormente entre su natal Panamá, Ecuador y Perú, por ello, fue apodada por el periodista Nico Cisneros como «Solinka» (Sol de Panamá, Inka del Perú). Antes de viajar a grabar su primer disco en Ecuador, trabajó durante un tiempo en el Ministerio de Educación donde ejercía como secretaria.

## Carrera musical
Su carrera dio inicio con el coreógrafo cubano «Mulatón» Rodríguez, quien le ofreció ser parte de su agrupación y la ayudó a salir del país e instalarse en Guayaquil. Tras su regreso a Panamá, dio diversas giras junto a la cantante Sylvia De Grasse, lo que la hizo aun más reconocida en el medio artístico.
En 1971, publicó su primer trabajo discográfico titulado Simplemente Solinka, junto a la Orquesta América. En 1987 grabó el disco Volando a toda salsa en el Perú.
Entre sus reconocimientos están un galardón Águila de América en 1972 y un Ermita Buga por ocupar el tercer lugar en el Festival de Intérpretes de Colombia en 1977. En 1980, participó en el Festival OTI de Panamá en el cual ganó como mejor intérprete, mejor tema, mejor arreglo y mejor dirección. Ha participado en Teletones de Chile, Paraguay, Perú, Panamá, entre otras.
En 2006, recibió «Las Llaves de la Ciudad», un reconocimiento que se le hace a las personalidades panameñas de gran legado artístico. En 2013, fue homenajeada por la Alcaldía de Panamá y en 2020 por el Ministerio de Cultura de Panamá por ser de las artistas pioneras de la música tropical panameña.
Estuvo casada con el animador y productor peruano Roberto «Pecoso» Ramírez desde 2000, hasta su fallecimiento en 2015. Estuvieron más de treinta años unidos como pareja antes de contraer matrimonio.
En 2022, a sus 84 años, publicó sus memorias en el libro Simplemente Solinka, en el que relata su vida y extensa trayectoria. Ese mismo año, participó en el Festival de Jazz de Panamá, en su regreso a los escenarios después de 15 años. Anteriormente había sido homenajeada en este mismo festival en reconocimiento de su extensa trayectoria y legado artístico.

## Discografía
Algunos de sus discos han sido:
- Simplemente Solinka (1971)
- Volando a toda salsa (1987)[7]
- Salseando el festejo (1993)
- Solinka, la sonera de Panamá (2005)